# Planičić
Koordinati:   44°21′46″N, 14°52′29″E
Planičić je majhen nenaseljen otoček v Jadranskem morju, ki pripada Hrvaški.
Planičić je nizek do 3 m visok neporasel otoček, ki leži okoli 4,5 km vzhodno od Oliba. Njegova površina meri 0,08 km². Dolžina obalnega pasu je 1,48 km.